# Рохи, Клемент
Клемент Рохи (англ. Clement Rohee; род. 16 марта 1950) — политический и государственный деятель Гайаны. В годы правления Народной прогрессивной партии занимал должность министра иностранных дел с 1992 по 2001 год, министра внешней торговли с 2001 по 2006 год и министра внутренних дел с 2006 по 2015 год. С 2013 года является генеральным секретарем Народной прогрессивной партии.

## Биография
В молодости вступил в молодежную организацию Народной прогрессивной партии. Проходил обучение в высшей профсоюзной школе СССР. После победы этой партии на всеобщих выборах 1992 года занял должность министра иностранных дел с 1992 по 2001 год. В 1999 году был председателем «Группы 77». В январе 1999 года на церемонии назначения председателем Клемент Рохи сказал, что международная валютная система подвержена «риску разрушительного провала» и «серьёзно испорчена», указывая на финансовые проблемы Азии и призвал к реформе системы.
С 2001 по 2006 год занимал должность министра внешней торговли и международного сотрудничества. В течение этого времени был также официальным представителем Карибского сообщества на уровне министров по переговорам во Всемирной торговой организации в период с 2002 по 2006 год, а также ведущим официальным представителем Карибского сообщества на уровне министров по вопросу о производстве сахара с 2004 по 2006 год. В сентябре 2006 года стал министром внутренних дел в результате перестановок в правительстве после того, как Народная прогрессивная партия одержала победу на парламентских выборах 2006 года.
Клемент Рохи является членом центрального и исполнительного комитета Народной прогрессивной партии. Также был членом комитета по образованию Народной прогрессивной партии, секретарём центрального комитета, ответственным за международные отношения, а также исполнительным секретарём комитета по расовым отношениям. Также работал в редакции журнала Народной прогрессивной партии «Thunder». 2 августа 2008 года на 29-м съезде партии занял 11-е место, набрав 507 голосов на выборах в ЦК партии из 35 членов. Затем был избран в исполнительный комитет Народной прогрессивной партии и редакцию «Thunder» 12 августа 2008 года.
В 2012 году Клемент Рохи отвечал за сектор безопасности Гайаны и был обвинен в том, что несет ответственность за гибель трёх безоружных демонстрантов в шахтерском городе Гайаны Линден во время протестов против экономических условий в этом городе. Впоследствии отрицал какую-либо причастность к убийствам в ходе специального расследования, проведенного в Гайане после инцидента. В июле 2012 года оппозиционный парламент Гайаны вынес вотум о недоверии Клементу Рохи, что побудило того подать в отставку. Правительство Народной прогрессивной партии отказалось присоединиться к оппозиционной коалиции.
19 августа 2013 года центральный комитет Народной прогрессивной партии назначил Клемента Рохи генеральным секретарём, и он сменил на этой должности Дональда Рамотара.